# Chetek
Chetek é uma cidade localizada no estado norte-americano de Wisconsin, no Condado de Barron.

## Demografia
Segundo o censo norte-americano de 2000, a sua população era de 2180 habitantes.
Em 2006, foi estimada uma população de 2178, um decréscimo de 2 (-0.1%).

## Geografia
De acordo com o United States Census Bureau tem uma área de
7,9 km², dos quais 6,1 km² cobertos por terra e 1,8 km² cobertos por água. Chetek localiza-se a aproximadamente 320 m acima do nível do mar.

## Localidades na vizinhança
O diagrama seguinte representa as localidades num raio de 24 km ao redor de Chetek.